# Großsteingrab Raduhn
Das Großsteingrab Raduhn war eine megalithische Grabanlage der jungsteinzeitlichen Trichterbecherkultur bei Raduhn, einem Ortsteil von Lewitzrand im Landkreis Ludwigslust-Parchim (Mecklenburg-Vorpommern). Es wurde im 20. Jahrhundert zerstört.

## Lage
Das Großsteingrab befand sich auf dem Feld bei Raduhn auf der Erbpachthufe VII.

## Beschreibung
Nach Friedrich Schlie existierte das Grab um 1900 noch. Es besaß ein nord-südlich orientiertes Hünenbett mit einer Länge von 27,5 m, einer Breite von 7,5 m und einer erhaltenen Höhe von 1,4 m. Die Steine der Umfassung waren bereits entfernt worden. Über eine Grabkammer oder das Fehlen einer solchen liegen keine Informationen vor. Der genaue Grabtyp lässt sich somit nicht eindeutig bestimmen.
In der Umgebung des Grabes sollen beim Pflügen mehrere Bronzegegenstände gefunden worden sein, die aber aus überackerten Grabhügeln stammen dürften.